# 17 fili rossi +1
17 fili rossi +1 ricordando Piazza Fontana è un disco collettivo composto da 16 brani che rievoca la strage terrorista di mano fascista avvenuta alla Banca Nazionale dell’Agricoltura, a Milano, il 12 dicembre 1969, e le 18 vittime: i 17 morti per l'esplosione ai quali si aggiunse Giuseppe Pinelli, precipitato da una finestra della questura tre giorni dopo. 

## Descrizione
Il progetto nasce da una lirica di Fulvio Mario Beretta che, con interventi sul testo e la composizione della musica da parte di Renato Franchi, ha dato origine alla canzone che dà il titolo al disco. L’album vuole esprimere una condanna contro ogni forma di indifferenza, per non dimenticare l’accaduto e colmare un vuoto esistente nella discografia italiana, andando ad indagare un drammatico episodio, il primo e forse il più eclatante della cosiddetta “strategia della tensione”. I musicisti che hanno preso parte a questa “suite” collettiva sono artisti da sempre impegnati nell'ambito nella difesa della memoria storica, come Gang, Renato Franchi & His Band, Yo Yo Mundi, Alessio Lega, Filippo Andreani, Come le foglie, Casa del Vento e la Banda degli Ottoni a Scoppio. Al loro fianco troviamo cantautori e band emergenti come Daniele Ridolfi, Andreacarlo e il Collettivo Musicale Emily e attori che recitano monologhi a tema: Moni Ovadia, Renato Sarti, Daniele Biacchessi, Silvano Piccardi e Paolo Raimondi. Il disco viene inserito tra i cinque candidati alla targa Tenco nel 2024 come "miglior album a progetto" e si classifica al secondo posto.

## Copertina
L’artwork è curato dallo studio VISE Photograph di Cristian Visentin: la copertina rappresenta i funerali in Piazza Duomo in un’opera grafica di Giovanni Tagliavini, mentre altre immagini realizzate dell’artista milanese arricchiscono il booklet del CD.

## Tracce
1. 17 fili rossi – Renato Franchi & His band
2. Quasi soltanto mia – Filippo Andreani
3. Il paese della vergogna – Daniele Biacchessi
4. Piazza Fontana – Come le foglie
5. Fontana del dolor – Emily collettivo musicale
6. Il rumore del silenzio – Renato Sarti
7. La fontana – Yo Yo Mundi
8. Oggi no – Andreacarlo
9. A Milano vado poco – Paolo Raimondi
10. Un ferroviere – Daniele Ridolfi
11. Popolo unito – Casa del vento
12. La prima strage di stato – Silvano Piccardi
13. La ballata di Pinelli – Alessio Lega
14. Piazza Fontana – La banda degli Ottoni a scoppio
15. Non è finita a Piazzale Loreto – Moni Ovadia
16. Via Italia – Gang